# العمقیه تحتا
العمقیة تحتا یک منطقهٔ مسکونی در سوریه است که در استان حما واقع شده‌است.

## خصوصیات
العمقیة تحتا ۳٬۳۰۰ نفر جمعیت دارد.